# Fire Within
Fire Within è il secondo album in studio della cantante britannica Birdy, pubblicato il 16 settembre 2013.

## Descrizione
È il primo disco di inediti di Birdy: sia gli 11 brani della versione standard che i 4 della versione deluxe sono stati scritti interamente dalla giovane cantante inglese. Fire Within è stato pubblicato il 23 settembre 2013 in Europa, mentre in America l'uscita è stata effettuata nella primavera del 2014. Nel frattempo è stato pubblicato, in America, Breathe EP, con il compito di introdurre all'album in uscita in primavera. Per la prima volta nella sua carriera, per comporre Fire Within Birdy utilizza anche la chitarra. La prima canzone scritta con questo strumento è All About You, dichiarata dalla cantante la sua preferita dell'album. Birdy ha suonato il pianoforte e la chitarra in tutti i pezzi dell'album.
Il primo singolo estratto è Wings, pubblicato il 29 luglio 2013. Il suo videoclip è stato pubblicato il 2 agosto 2013.
Un secondo video ufficiale è stato pubblicato il 31 ottobre 2013 per il brano Light Me Up, terzo singolo estratto dall'album.

## Tracce
1. Wings – 4:12
2. Heart of Gold – 3:34
3. Light Me Up – 4:15
4. Words as Weapons – 3:59
5. All You Never Say – 4:38
6. Strange Birds – 3:03
7. Maybe – 3:14
8. No Angel – 4:03
9. All About You – 4:37
10. Standing in the Way of the Light – 4:04
11. Shine – 4:04

Tracce bonus nell'edizione deluxe
1. The Same – 3:29
2. Dream – 1:52
3. Older – 3:57
4. Home – 3:36